# 청진동
청진동(淸進洞)은 서울특별시 종로구에 있는 법정동으로, 행정동인 종로1·2·3·4가동 아래에 있다.

## 지명 유래
청진동이라는 이름은 조선 시대에 이 지역이 한성부 중부 징청방(澄淸坊)과 수진방(壽進坊)의 일부였던 데에서 1914년에 정해졌다.

## 연혁
- 1914년 : 미전동(米廛洞, 상미전계 소속), 상동(相洞), 상사동(相思洞) 일부, 외상사동(外相思洞) 일부, 수진동(壽進洞) 일부, 금부후동(禁府後洞) 일부를 청진동(淸進洞)으로 통합
- 1936년 4월 : 청진정(淸進町)으로 변경
- 1943년 6월 : 신설된 종로구에 배속
- 1946년 10월 1일 : 청진동으로 변경

## 이야기
- 재개발 사업으로 조선 시대의 서민 거리인 피맛골을 철거해 논란이 되기도 했다.
- 주로 콩나물을 넣고 끓인 해장국으로 널리 알려져 있다.
  - KBS 2TV에서 방영되었던 일일연속극 며느리 삼국지의 배경이 청진동의 한 해장국 가게이다.

## 같이 보기
- 대한민국의 행정 구역